# Hipposaurus
Hipposaurus (лат.) — вымерший род терапсид из группы Biarmosuchia, обитавших в среднем пермском периоде (около 262—260 миллионов лет назад). Ископаемые остатки найдены в Южной Африке.

## Описание
Животное среднего размера, со стройным телом и длинными лапами; длина могла превышать 1,2 м.

### Череп
Череп около 20 см в длину, с узким, вытянутым, высоко выступающим рылом. Межвисочная область намного шире, чем межглазничная. Височные ямки, вероятно, были небольшими. Предтеменная область небольшая, узкая, удлинённая. Шишковидное отверстие располагается у края затылочного склона и вокруг него приподнятые края, образующие нечто вроде дымохода. Задняя часть черепа необычно низкая. Верхний край глазницы возвышается над общим уровнем черепа. Верхняя зубная формула состоит из пяти резцов, одного клыка и трёх-семи задних клыков.
Череп довольно высокий. Квадратная кость большая, и на ней сочленялось стремя, которое было особенно длинным и тонким. Плоская кость очень высокая и относительно узкая. Большое затылочное отверстие также выделяется своими размерами. Мыщелок имеет сходство с горгонопсами.

### Посткраниальный скелет
В посткраниальном скелете Hipposaurus наблюдается семь шейных позвонков с пред-атлантом. Дуга атланта состоит из двух половин, которые не сростаются вместе; центральная часть позвонков большая, не сливается с краями; рёбра снабжены двумя головками, которые сочленялись с диапофизом на дуге атланта и с парапофизальной фасеткой между центром и краями. У шейных позвонков заметный вентральный киль в центре. Пятнадцать типичных спинных и шесть «поясничных» позвонков; последние уменьшаютсяв высоту и ширину, диапофизы становятся всё более хрупкими, на них нет суставной фасетки для рёбер. Эти позвонки могли быть без рёбер или опираться на маленькие рёбра с одной головкой. Позвоночные центры амфициальные (двухполостные), их длина прогрессивно увеличивается по направлению к голове животного. Нервные отростки короче и более сжатые, чем у Aelurognathus. Три крестцовых позвонка, поддерживающих подвздошную кость, сильно сращены вместе, но не полностью. У позвонков присутствуют крестцовые рёбра, которые присоединяются к задне-внутренней поверхности подвздошной кости. Хвост состоит из двадцати шести позвонков с низкими нервными шипами и менее сжатыми, чем спинные позвонки. Спинные рёбра длинные и хрупкие, с двумя головками.
В грудном поясе присутствует очень широкая лопатка, без акромионного отростка или надостной ямки, как у рептилий. Прокоракоид, коракоид, ключица и эпистернум напоминают таковые у Lycaenops. Эпистернум своеобразной формы, без киля, характерного для горгонопсов; это, вероятно, свидетельствует о слабом развитии грудных мышц. Грудина овальной формы, как у Aelurognathus. Передние конечности характеризуются особенно удлинёнными лучевой, локтевой и плечевой костями.
Тазовый пояс Hipposaurus характеризуется разноразмерными подвздошными отростками; лобковое отверстие отсутствует, вместо него есть что-то вроде впадины, задний край которой образован седалищной костью. По сравнению с седалищной костью лобок длинный, с высоким верхним краем. Задние конечности тонкие по сравнению с таковыми у горгонопсов. Предплюсна характеризуется только двумя проксимальными элементами (большая малоберцовая кость и другая кость, состоящая из интермедиальной и малоберцовой костей, сросшихся вместе), четырьмя дистальными элементами (четвёртая и пятая плюсневые кости срослись). Первая кость предплюсны очень большая и, возможно, срослась с центральной костью. Плюсневые кости длинные и хрупкие (за исключением первой), а третий и четвёртый пальцы состоят из четырёх фаланг.

## Классификация
Первоначально Hipposaurus был классифицирован как архаичный и довольно хрупкий представитель горгонопсов, но позже было выявлено его родство с биармозухом из России, и животное включили в состав Biarmosuchia — группы архаичных терапсид, как правило, небольших размеров. Долгое время Hipposaurus классифицировали в семействе Ictidorhinidae вместе с другими Biarmosuchia, такими как Ictidorhinus. Позднее Hipposaurus определили как более базальную форму, чем Ictidorhinus, а семейство Ictidorhinidae признано парафилетическим (Day et al., 2018).
Впервые Hipposaurus описан Хотоном в 1929 году на основе ископаемых остатков из поздней средней перми («зона Tapinocephalus») в Южной Африке. Типовым видом является Hipposaurus boonstrai, чьи окаменелости найдены в районе Бофорт-Уэст. В том же районе Бунстра позднее обнаружил вторую окаменелость, которую он описал как H. major, но в действительности, скорее всего, принадлежащую типовому виду. В 1970 году Сигоньо описал вид H. brinki, найденный близ Ритфонтейна в Южной Африке в слоях того же возраста. Однако этот вид, учитывая плохую сохранность окаменелостей, может оказаться невалидным.
Кладограмма 2018 года: